# Cortez (Florida)
Cortez es un lugar designado por el censo (en inglés, census-designated place, CDP) ubicado en el condado de Manatee, Florida, Estados Unidos. Según el censo de 2020, tiene una población de 4121 habitantes.

## Geografía
La localidad está ubicada en las coordenadas 27°28′4″N 82°40′7″O / 27.46778, -82.66861 (27.467748, -82.668684). Según la Oficina del Censo de los Estados Unidos, Cortez tiene una superficie total de 13.24 km², de la cual 5.78 km² corresponden a tierra firme y 7.46 km² son agua.

## Demografía
Según el censo de 2020, hay 4121 personas residiendo en Cortez. La densidad de población es de 712.98 hab./km². El 92.11% de los habitantes son blancos, el 0.75% son afroamericanos, el 0.27% son amerindios, el 0.75% son asiáticos, el 0.12% son isleños del Pacífico, el 0.87% son de otras razas y el 5.12% son de una mezcla de razas. Del total de la población, el 4.42% son hispanos o latinos de cualquier raza.